# Sophie af Schönburg-Waldenburg
Sophie af Schönburg-Waldenburg (21. maj 1885 – 3. februar 1936) var en tysk prinsesse, der i seks måneder i 1914 var fyrstinde af Albanien som ægtefælle til Fyrst Vilhelm 1. af Albanien.a[›]
Hun var datter af Arveprins Victor af Schönburg-Waldenburg og Prinsesse Lucia af Sayn-Wittgenstein-Berleburg. Hun blev gift med Prins Wilhelm af Wied i 1906. Da hendes mand blev udnævnt til Fyrste af Albanien i 1914, blev hun fyrstinde af Albanien. De ankom til landet i marts 1914, men måtte allerede forlade landet igen i september samme år. Officielt blev Vilhelms regeringstid dog først afsluttet i 1925, da landet blev udråbt til republik.

## Biografi
Prinsesse Sophie af Schönburg-Waldenburg blev født den 21. maj 1885 i Potsdam i Brandenburg i Tyskland som datter af Arveprins Otto af Schönburg-Waldenburg og Prinsesse Lucia af Sayn-Wittgenstein-Berleburg, der begge var medlemmer af mediatiserede tyske fyrstehuse. Hun var af fjern albansk afstamning som efterkommer af Ruxandra Ghica, datter af Grigore 1. Ghica, Fyrste af Valakiet. Slægten Ghica var et græsk ortodoks fanariotisk dynasti af albansk afstamning.
Begge Prinsesse Sophies forældre døde, mens hun var ung, så hun tilbragte meget af sin ungdom på godset Fântânele i Moldavien i Rumænien, der tilhørte hendes moders slægtninge.
Hun blev gift den 30. november 1906 i Waldenburg i Sachsen med Prins Wilhelm til Wied, søn af den tyske general og politiker Fyrst Wilhelm af Wied og Marie af Nederlandene. Hendes mand var officer i et preussisk regiment i Potsdam, hvor hun førte en salon, der blev et centrum for det sociale og kulturelle liv i byen.
Prinsesse Sophie var tæt knyttet til sin mands faster, Dronning Elisabeth af Rumænien, som hun havde kendt siden sin ungdom i Rumænien. Prinsesse Sophie og Dronning Elisabeth sang, malede, komponerede og spillede musikinstrumenter sammen. Dronning Elisabeth spillede en vigtig rolle i at få udset Sophies mand til den albanske trone ved at bede Take Ionescu om at overtale de europæiske stormagter til at udpege Vilhelm. Prinsesse Sophie og Dronning Elisabeth arbejde desuden begge på at overvinde Vilhelms modvilje mod at acceptere tronen.
Til sidst lod Vilhelm sig overtale, og den 21. februar 1914 modtog Prins Vilhelm og Prinsesse Sophie en albansk delegation på slottet i Neuwied, hvor Vilhelm formelt fik tilbudt tronen. Den albanske delegation besøgte derefter slottet i Waldenburg for at vise deres respekt for Prinsesse Sophies familie.
Sophie og Vilhelm ankom til Durrës i Albanien den 7. marts 1914. De måtte dog allerede forlade landet igen i september samme år. Formelt forblev hun dog fyrstinde af Albanien frem til 1925, da landet blev udråbt til republik, og Vilhelms regeringstid officielt blev afsluttet.
Hun tilbragte sine sidste leveår i Rumænien, hvor hun døde 50 år gammel den 3. februar 1936 på slottet i Fântânele i Moldavien i Rumænien.

## Titler, prædikater og æresbevisninger

### Titler og prædikater fra fødsel til død
- 21. maj 1876 – 30. november 1906: Hendes Durchlauchtighed Prinsesse Sophie af Schönburg-Waldenburg
- 30. november 1906 – 7. marts 1914: Hendes Durchlauchtighed Prinsesse Sophie til Wied
- 7. marts 1914 – 3. februar 1936: Hendes Højhed Fyrstinde Sophie af Albanien

## Ægteskab og børn
Prinsesse Sophie giftede sig den 30. november 1906 på Waldenburg i Sachsen med Prins Wilhelm af Wied (1876-1945), søn af Fyrst Wilhelm af Wied (1845–1907) og Prinsesse Marie af Nederlandene (1841–1910). De fik to børn:
1. Prinsesse Marie Eleonore (1909-1956)

∞ 1937 Prins Alfred af Schönburg-Waldenburg (1905-1941)
∞ 1949 med Ion Octavian Bunca (1899-1977 eller senere)
1. Arveprins Carol Victor af Albanien (1913-1973)

∞ 1966 med Eileen Johnston (1922-1985)